# Philochortus lhotei
Philochortus lhotei là một loài thằn lằn trong họ Lacertidae. Loài này được Angel mô tả khoa học đầu tiên năm 1936.